# Xylota philippinica
Xylota philippinica är en tvåvingeart som beskrevs av Mutin och Gilbert 1999. Xylota philippinica ingår i släktet vedblomflugor, och familjen blomflugor.
Artens utbredningsområde är Filippinerna. Inga underarter finns listade i Catalogue of Life.